# Soldado de plástico

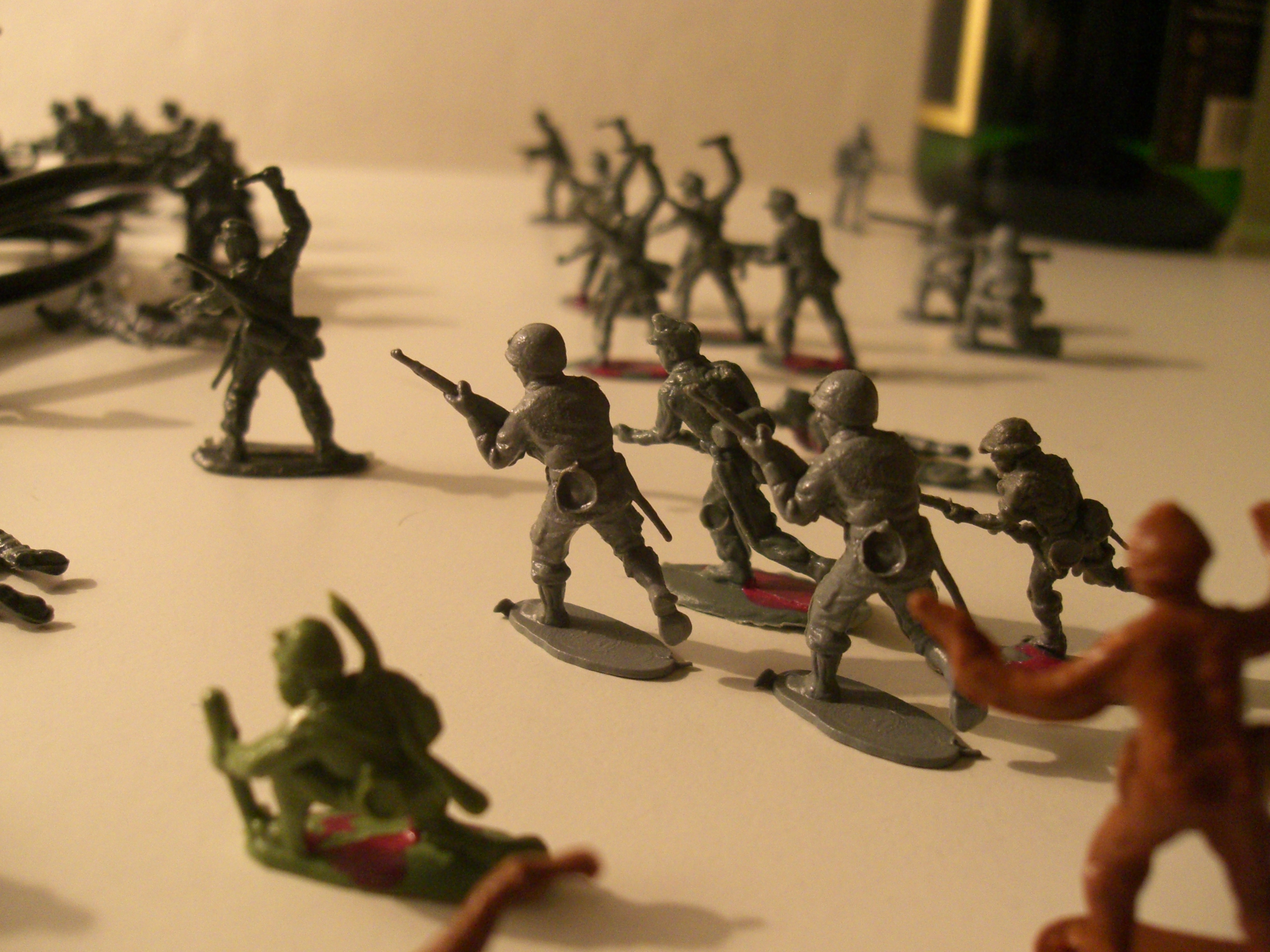
Soldaditos de plástico

Un soldado de plástico o soldadito es un soldado de juguete fabricado de plástico, diferencia de los soldados de plomo.

## Historia y variedades
Los soldados de plástico están ampliamente disponibles por toda América y Europa, donde se han vendido desde principios de 1950. 
Las marcas españolas más conocidas fueron Reamsa, Jecsan, Pech y Comansi. Tuvieron su época de esplendor desde los años 50 que empezó a existir plástico disponible, hasta los años 80 donde fueron sustituidas por figuras de Lego y Playmobil.
En América una de las más conocidas fábricas de soldaditos fue Louis Marx and Co. Uno de sus últimos y más grande diorama fue el de montaña multinivel de la "Fortaleza de Navarone". El cual estaba disponible en la década de 1970 y enfrentó a los norteamericanos de la Segunda Guerra Mundial contra los alemanes. Durante la guerra de Vietnam, las ventas y la disponibilidad de los juguetes militares comenzaron a declinar por el considerable rechazo a esa guerra, a pesar de que hicieron una reaparición desde entonces.